# Magat Dam

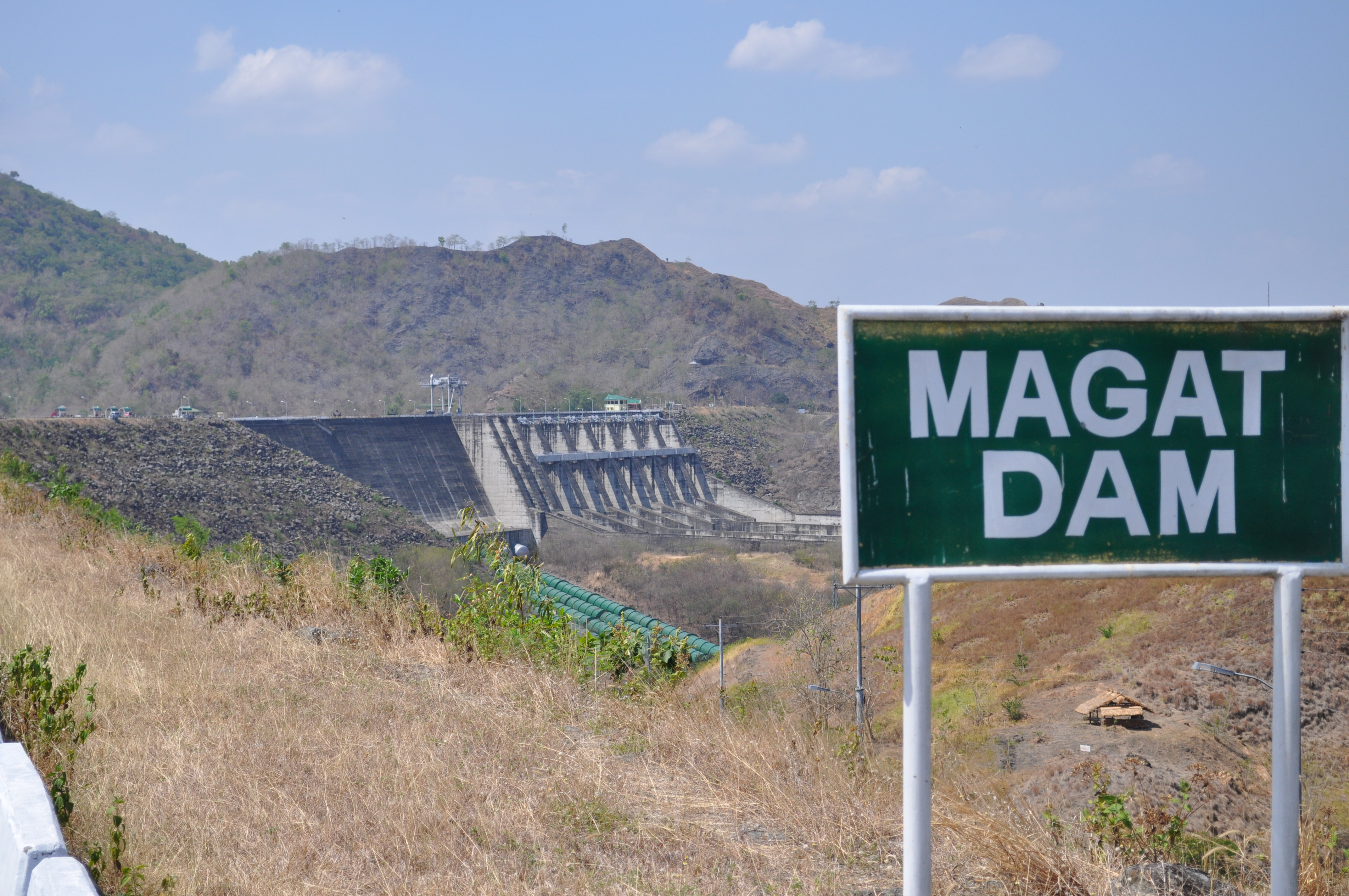

De Magat Dam is een grote dam in de rivier Magat op de grens van de provincies Ifugao en Isabela in het noorden van het Filipijnse eiland Luzon. De dam werd gebouwd tussen 1975 en 1982 en wordt met name gebruikt voor het creëren van een constante watervoorziening voor irrigatiedoeleinden en als bron voor de nabijgelegen waterkrachtcentrale. Daarnaast is de dam wel gebruikt voor het voorkomen van overstromingen en zijn er diverse viskwekerijen aangelegd. De dam was, met een lengte van 4160 meter en een hoogte van 114 meter, ten tijde van de bouw een van grootste dammen van Azië. Het meer achter de dam heeft een opslagcapaciteit van 1250 miljoen kubieke meter.